# Min Do-hee
Dans ce nom coréen, le nom de famille, Min, précède le nom personnel.
Min Do-hee, née le 25 septembre 1994 à Yeosu, est une actrice et chanteuse sud-coréenne. Elle commence une carrière de chanteuse en 2012 dans le girls band sud-coréen Tiny-G. Elle fait ensuite ses débuts en tant qu'actrice en 2013, dans le drama Reply 1994, sur la chaîne tvN. En 2015, après l'annonce de l'interruption du groupe Tiny-G, Min do-hee se tourne principalement vers la comédie.

## Filmographie

### Cinéma
- 2015 : Perfect Proposal : Yoo-mi
- 2017 : Daddy You, Daughter Me : Bae Jin-young
- 2018 : Hideout : Se-young
- 2021 : The Book of Fish

### Télévision
- 2013 : Reply 1994 : Jo Yoon-jin
- 2014 : Mother's Garden : Ha Ri-ra
- 2014 : Pluto Secret Society : Cliente du magasin
- 2014 : Boarding House No. 24 : Min Do-hee
- 2014 : Naeil's Cantabile : Choi Min-hee
- 2015 : Hogu's Love : Lycéenne de Yeosu (cameo, épisode 2)
- 2015 : My Mom : Kong Soon-yi
- 2016 : My Horrible Boss : Emily
- 2016 : Entertainer : Luna
- 2016 : Mirror of the Witch : Soon-deuk
- 2017 : Girls' Generation 1979 : Ae-sook
- 2017 : Hit the Top : La colocataire de Choi Woo-seung (cameo, épisode 2)
- 2018 : My First Love : Jang So-ra
- 2018 : My ID Is Gangnam Beauty : Oh Hyun-jung
- 2018 : Clean With Passion For Now : Min Joo-yeon